# Varvara Stepanova
Varvara Fjodorovna Stepanova (ryska: Варвара Фёдоровна Степанова), född 9 oktober (enligt g.s.) 1894 i Kaunas, Litauen, död 20 maj 1958 i Moskva, var en rysk konstnär med inriktning på konstruktivismen.

## Biografi
Varvara Stepanova kom från en bondefamilj men hade turen att få en utbildning på Kazans konstskola i Odessa. Där träffade hon sin blivande make och medarbetare Aleksandr Rodtjenko. Under åren före ryska revolutionen 1917 hyrde de en lägenhet i Moskva av Vasilij Kandinskij. Dessa konstnärer blev några av de främsta personerna i det ryska avantgardet. Den nya abstrakta konsten i Ryssland, med början omkring 1915, var kulmen på en period av influenser från kubism, italiensk futurism och traditionell bondekonst. Hon gjorde kubofuturistiska arbeten för flera konstnärsböcker, och studerade under Jean Metzinger vid Académie de la Palette, en konstakademi där målarna André Dunoyer de Segonzac och Henri Le Fauconnier också undervisade.
Under åren efter revolutionen engagerade Stepanova sig i poesi, filosofi, målning, grafik, scenografi och textil- och kläddesign. Hon bidrog med arbeten till femte statliga utställningen och den tionde statliga utställningen, båda år 1919. År 1920 uppstod en uppdelning mellan målare som Kazimir Malevitj, som fortsatte att måla med tanken att konsten var en andlig verksamhet, och de som ansåg att de måste arbeta direkt för den revolutionära utvecklingen av samhället. År 1921 bildade Stepanova, tillsammans med Aleksej Gan och Rodtjenko den första arbetsgruppen inom konstruktivismen, som förkastade konsten till förmån för grafisk design, fotografi, affischer och politisk propaganda.
Begreppet "konstruktivism" användes då av konstnärerna själva för att beskriva riktningen som deras arbete intog. Teatern var ett annat område där konstnärer kunde kommunicera nya konstnärliga och sociala idéer där Stepanova exempelvis gjorde scenografi för Tarelkins död, 1922.

## Klädmönster
År 1921 övergick Stepanova till nästan uteslutande konsthantverk, där hon kände att hennes mönster skulle kunna uppnå sin bredaste effekt med att bistå till utvecklingen av det sovjetiska samhället. Ryska konstruktivistiska kläder representerade en destabilisering av en förtryckande, elitistisk estetik i det förflutna och visade i stället på utilitaristisk funktionalitet och produktion. Kön- och klasskillnader fick ge vika för funktionella, geometriska kläder. 
I linje med detta mål försökte Stepanova genom sin design befria kroppen, genom betoning på klädernas funktionella, snarare än dekorativa kvaliteter. Hon var starkt övertygad om att kläder måste ses i användning. Till skillnad från de aristokratiska kläderna, som hon kände offrade fysisk frihet för estetik, ägnade hon sig åt att utforma kläder för särskilda områden och arbetsmiljöer på ett sådant sätt att plaggens utformning visade på dess funktion. Dessutom försökte hon att utveckla en ändamålsenlig klädproduktion genom enkla mönster och strategisk, ekonomisk användning av tyger.

## Textilier
Stepanova förverkligade sina ideal om industriell produktion under det följande året när hon, tillsammans med Ljubov Popova, blev textildesigner på Tsindel (den första statliga textilfabriken) nära Moskva, och 1924 blev professor i textildesign på VChUTEMAS (Högre Tekniska Konstnärliga Ateljéer) samtidigt som hon fortsatte med typografi, bokdesign och bidrag till tidskriften LEF. Som konstruktivist, införlivade Stepanova inte bara djärva grafiska mönster på sina tyger, utan fokuserade också starkt på sin produktion. Hon arbetade endast lite mer än ett år på det första textiltryckeriet, men hon utformade mer än 150 tygmönster under 1924.
Även om hon inspirerades av att utveckla nya typer av tyg, begränsade den tillgängliga tekniken henne tryckta mönster till monotona ytor. Genom sina egna konstnärliga val, begränsade hon också sin färgpalett till en eller två färger. Trots att hon endast använde trianglar, cirklar, kvadrater och linjer, kunde Stepanova överlagra dessa geometriska former på varandra till att skapa en dynamisk, flerdimensionell utformning.